# Богемская рапсодия (фильм)
«Боге́мская рапсо́дия» (англ. Bohemian Rhapsody) — биографический музыкальный драматический фильм 2018 года, посвящённый жизни Фредди Меркьюри, солиста британской рок-группы Queen, с момента образования группы в 1970 году до выступления на Live Aid в 1985 году на старом стадионе Уэмбли. Режиссёром фильма, сценарий которого написал Энтони Маккартен, стал Брайан Сингер, продюсерами — Грэм Кинг и менеджер Queen Джим Бич. В фильме Рами Малек сыграл роль Меркьюри, а Люси Бойнтон, Гвилим Ли, Бен Харди, Джо Маццелло, Эйдан Гиллен, Том Холландер и Майк Майерс исполнили второстепенные роли. Участники Queen Брайан Мэй и Роджер Тейлор также выступали в качестве консультантов. Это британо-американское предприятие, спродюсированное Regency Enterprises, GK Films и Queen Films, а дистрибуцией — 20th Century Fox.
Фильм Богемская рапсодия была анонсирована в 2010 году, а роль Меркьюри должен был сыграть Саша Барон Коэн. После того, как он покинул проект в 2013 году из-за творческих разногласий с продюсерами, проект заглох на несколько лет, прежде чем Малек был утверждён на роль в ноябре 2016 года. Сингер был режиссёром на протяжении большей части основных съёмок, которые начались в Лондоне в сентябре 2017 года, но был уволен в декабре 2017 года из-за частых отсутствий и столкновений с актёрами и съёмочной группой. Декстер Флетчер, который изначально был назначен режиссёром, когда проект находился на ранней стадии разработки, был нанят для завершения фильма; Сингер сохранил за собой статус единственного режиссёра в соответствии с руководящими принципами Гильдии режиссёров Америки, в то время как Флетчер получил статус исполнительного продюсера. Съёмки завершились в январе 2018 года.
Фильм был выпущен в Великобритания 24 октября 2018 года и в США 2 ноября 2018 года, получив смешанные отзывы. В то время как музыкальные эпизоды и игра Малека были особенно похвалены, режиссура Сингера, изображение Меркьюри и других сотрудников и использование творческой лицензии были подвергнуты критике. Однако, он был хорошо принят зрителями и стал крупным кассовым успехом, собрав более 910,8 миллионов долларов по всему миру при производственном бюджете около 50 миллионов долларов, став шестым самым кассовым фильмом 2018 года в мире и установив рекорды кассовых сборов за все время для биографических и драматических жанров. Фильм Богемская рапсодия получил множество наград, включая 4 победы на 91-й церемонии вручения премии «Оскар» за лучшую мужскую роль (Малек), лучший монтаж, лучший звуковой монтаж и лучший звук; фильм также был номинирован на премию «Лучший фильм». Фильм также победил в номинации «Лучший фильм — драма» на 76-й церемонии вручения премии «Золотой глобус» и был номинирован на премию Гильдии продюсеров Америки за лучший театральный фильм и премию BAFTA за выдающийся британский фильм, а Малек получил премии «Золотой глобус», Гильдии киноактёров и BAFTA за лучшую мужскую роль.

## Сюжет
Сюжет картины охватывает период 1970—1985 года, рассказывая о жизни, творчестве и отношениях внутри группы Queen, а также о личной жизни фронтмена группы — Фредди Меркьюри.
В 1970 году Фаррух Булсара, студент-дизайнер и грузчик багажа в аэропорту, посещает концерт группы Smile. После шоу Фаррух встречается с членами группы и узнаёт, что группу только что покинул вокалист. Недолго думая, он предлагает себя в качестве нового вокалиста, и его предложение было одобрено участниками группы — Брайаном Мэем и Роджером Тейлором. Фаррух берёт себе сценический псевдоним Фредди Меркьюри. Новый коллектив с подачи Фредди получает название Queen и начинает гастрольную деятельность по Великобритании. Также Фредди заводит роман с продавщицей из модного магазина «Biba» — Мэри Остин. Для записи дебютного альбома музыканты продают свой концертный минивэн и выпускают альбом. Во время записи в студии их замечает один из менеджеров EMI и передаёт демо группы агенту Элтона Джона — Джону Риду. Рид встречается с Queen и предлагает сотрудничество.
К 1975 году Queen добиваются коммерческого успеха и проводят ряд гастрольных туров за океаном. При подготовке композиций для нового альбома A Night at the Opera представители звукозаписывающей компании отказываются выпустить новаторский 6-минутный трек «Bohemian Rhapsody» в качестве сингла. Музыканты упорно работали над его записью, добиваясь необычного звучания и гармонии, но представители звукозаписывающей компании непреклонны в своём решении. В итоге, с помощью диджея Кенни Эверетта, композиция выходит сначала на радио. Её замечает мировая общественность, и она становится хитом, принеся группе всемирную известность. Группа начинает бесконечно гастролировать. Фредди всё реже видится с Мэри и замечает в себе признаки бисексуальности. У него начинаются отношения с менеджером группы Полом Прентером, а роман с Мэри прекращается.
К началу 1980-х годов внутри группы нарастают разногласия. Фредди всё чаще уходит в неконтролируемые сексуальные приключения. В 1981 году он увлекается официантом на одной из вечеринок в его доме. В 1982 году на пресс-конференции, посвящённой выходу альбома Hot Space, пресса терроризирует Меркьюри вопросами о его сексуальной жизни. В итоге Фредди уходит из группы и начинает сольный проект, заключив контракт с CBS Records. В 1985 году он выпускает дебютный альбом Mr. Bad Guy. Продолжаются его отношения с Полом Прентером, а также череда случайных связей во время буйных оргий музыканта. Фредди всё меньше общается с окружающими, замыкается в себе и вскоре обнаруживает, что от него скрывают новости. Также Фредди замечает проблемы со здоровьем, втайне от всех проходит обследование и узнаёт, что ВИЧ-инфицирован.
Мэри добивается встречи с Фредди, рассказывает ему о предстоящем концерте Live Aid, о котором он не знал, и предлагает воссоединиться с группой. Фредди прогоняет Пола. Тот пытается шантажировать его фотографиями, сделанными во время вечеринок, но ему всё равно. Фредди приезжает в Лондон, встречается с группой, просит у них прощения и предлагает выступить на Live Aid. Извинения были приняты, и группа в последний момент соглашается принять участие в концерте. Благотворительный концерт Live Aid состоялся 13 июля 1985 года на стадионе «Уэмбли» и прошёл с огромным успехом. Гвоздём программы становится выступление Queen.

## В ролях
| Актёр            | Роль                             |
| ---------------- | -------------------------------- |
| Рами Малек       | Фредди Меркьюри / Фаррух Булсара |
| Люси Бойнтон     | Мэри Остин                       |
| Гвилим Ли        | Брайан Мэй                       |
| Бен Харди        | Роджер Тейлор                    |
| Джозеф Маццелло  | Джон Дикон                       |
| Эйдан Гиллен     | Джон Рид                         |
| Том Холландер    | Джим Бич «Майами»                |
| Аллен Лич        | Пол Прентер                      |
| Майк Майерс      | Рэй Фостер                       |
| Аарон Маккаскер  | Джим Хаттон                      |
| Дермот Мёрфи     | Боб Гелдоф                       |
| Менека Дас       | Джер Булсара мать Фредди         |
| Эйс Бхатти       | Боми Булсара отец Фредди         |
| Дики Бо          | Кенни Эверетт                    |
| Нил Фокс-Робертс | мистер Остин                     |
| Филип Эндрю      | Райнхольд Мак                    |
| Мэттью Хьюстон   | Ларри Маллен-мл.                 |
| Мишель Дункан    | Шелли Стерн                      |
| Адам Рауф        | Фредди Меркьюри в детстве        |
| Джек Рот         | Тим Стаффел                      |
| Адам Ламберт     | мужчина у остановки              |

## Производство
Первая информация о фильме появилась в сентябре 2010 года от гитариста Queen Брайана Мэя, на роль Меркьюри планировался Саша Барон Коэн, продюсером должен был стать Грэм Кинг, сценаристом — Питер Морган. В 2013 году Барон Коэн покинул картину — по официальной версии, из-за творческих разногласий. Он заявлял о желании снять ориентированный на взрослую аудиторию фильм, в то время как Мэй и Роджер Тейлор хотели видеть фильм, пригодный для семейного просмотра. В конце 2013 года появилась информация о том, что режиссёром фильма станет Декстер Флетчер, а исполнителем главной роли — Бен Уишоу. Вскоре Флетчер объявил об уходе из проекта из-за творческих разногласий с Кингом. Летом 2014 года Уишоу заявил о медленном продвижении работы над фильмом и о проблемах со сценарием и вскоре тоже покинул проект. В ноябре 2015 Майк Флеминг с сайта Deadline.com объявил о том, что к фильму, получившему рабочее название Bohemian Rhapsody, присоединился сценарист Энтони Маккартен. Через год Флеминг сообщил, что возможным режиссёром станет Брайан Сингер, а исполнителем роли Меркьюри — Рами Малек.
Подготовка к съёмкам началась в июле 2017 года, а съёмочный период стартовал в Лондоне в начале сентября 2017 года. Около Хемел Хемпстеда на аэродроме RAF Bovingdon была построена копия сцены концерта Live Aid.
В начале декабря 2017 года компанией 20th Century Fox Брайан Сингер был отстранён от съёмок фильма в связи с непрофессиональным поведением. Кинокомпания заявила, что Сингер часто пропускал съёмки и вступал в конфликты с Рами Малеком. 6 декабря 2017 года стало известно, что Сингера заменил Декстер Флетчер. Поскольку по правилам Гильдии кинорежиссёров США в титрах может быть указан только один режиссёр, в итоговом фильме им был указан Сингер, а Флетчер был указан в числе исполнительных продюсеров.
Самой первой отснятой сценой был концерт на «Уэмбли». Поскольку «Уэмбли» образца 1985 года уже не существовало, на лётном поле на севере Лондона была возведена его точная копия. Когда Боб Гелдоф и продюсер Live Aid посетили место съёмок, они были поражены точностью реконструкции.
В роли управляющего EMI Рэя Фостера, отказавшегося от издания Bohemian Rhapsody, снялся Майк Майерс, давний поклонник Queen. Журнал Rolling Stone предположил, что Фостер мог быть вдохновлён личностью главы EMI Роя Фезерстоуна, который был большим поклонником Queen. Культовая сцена прослушивания «Bohemian Rhapsody» из первого фильма Майерса «Мир Уэйна» зародила в 1992 году вторую волну популярности песни в США; слова Фостера, сказанные по поводу песни «I’m in Love with My Car» «that’s the kind of song teenagers can crank up the volume in their car and bang their heads to» (с англ. — «это та песня, под которую подростки могут повысить громкость в машине и трясти в такт головами»), — прямая отсылка к этой сцене.

## Музыка
Официальный саундтрек к фильму содержит несколько хитов Queen и 11 ранее неизданных записей, в том числе пять треков из их 21-минутного живого выступления на Live Aid в июле 1985 года. Выпущен Hollywood Records на компакт-диске, кассете и в цифровом формате 19 октября 2018 года.

## Исторические неточности
Продюсеры картины отмечали, что позволили себе немного творческих отступлений, а также что «Богемская рапсодия» не является документальным фильмом.
- В реальности основание группы произошло не после встречи в клубе, а в результате длительного знакомства.
- Меркьюри не был первым членом группы, который выпустил соло-альбом. У Мэя уже был выпущен один альбом, а у Тейлора — два.
- Песня «We Will Rock You» была записана в 1977 году, а не в 1982 году, как это показано в фильме.
- Выступление на концерте Live Aid не было «воссоединением», как это показано в фильме: в реальности группа сделала лишь перерыв в 1983 году, однако уже через год вернулась к работе (в результате чего был выпущен альбом The Works) и продолжила гастролировать; незадолго до Live Aid Queen выступали на фестивале «Rock in Rio».
- Меркьюри рассказал членам группы о своей болезни не перед концертом Live Aid в 1985 году, а гораздо позже — в 1987 году, после выхода альбома A Kind of Magic и окончания Magic Tour[30].

## Приём

### Кассовые сборы
Согласно данным Box Office Mojo, при бюджете в 52 млн долларов фильм собрал $903 655 259 в мировом прокате, из них $216 428 042 в США и Канаде (где возглавлял первый уик-енд (2—4 ноября) со сборами $51 061 119) и $687 227 217 в остальных странах, включая $115 693 295 в Японии, $74 187 520 в Южной Корее, $69 854 561 в Великобритании, $39 011 343 в Австралии, $36 472 520 в Германии, $35 336 751 во Франции, $32 389 383 в Италии, $30 962 577 в Испании, $24 536 117 в Нидерландах, $19 655 046 в Мексике, $16 425 546 в России и странах СНГ, $14 394 701 в Бразилии, $13 980 037 в Китае и $10 925 107 в Чехии.
Обогнав 11 ноября 2018 года по сборам «Голос улиц» ($201 634 991) 2015 года, фильм стал самым кассовым музыкальным байопиком как в мире, так и в США (без учёта инфляции), причём к настоящему времени превзойдя прошлого лидера более чем в четыре раза и став самым кассовым биографическим фильмом вообще. Также это самая кассовая драма (без экшена и фантастики) и самый кассовый фильм ЛГБТ-тематики (предыдущим рекордсменом была комедия «Клетка для пташек» 1996 года).

### Критика
Фильм был неоднозначно принят критиками. На сайте Rotten Tomatoes рейтинг составляет 60 %, что основано на 419 рецензий критиков, со средней оценкой 6,1 из 10. Критический консенсус сайта гласит: «„Богемская рапсодия“ хорошо попадает в высокие ноты, но, как глубокий взгляд на всеми любимую группу, предлагает скорее попурри, чем подлинную коллекцию величайших хитов». На сайте-агрегаторе Metacritic у фильма 49 баллов из 100 на основе 50 рецензий.
Игра Рами Малека и реконструкция концертов получили признание большинства критиков. В то же время недостатками фильма были названы поверхностное раскрытие проблем сексуальной идентификации Меркьюри, недостаточное внимание, уделённое остальным членам группы, и ряд исторических несоответствий.

### Цензура
Китай
В КНР прокат фильма был ограничен, при этом его сократили в общей сложности на четыре минуты. Из фильма были вырезаны шесть эпизодов, в которых идёт речь о гомосексуальности Фредди Меркьюри или упоминается гомосексуальность как таковая.

## Награды и номинации
| Награда                                  | Дата церемонии  | Категория                                | Номинант | Результат |
| ---------------------------------------- | --------------- | ---------------------------------------- | --- | --------- |
| Международный кинофестиваль Палм-Спрингс | 3 января 2019   | За выдающиеся достижения                 | Рами Малек | Победа    |
| Спутник                                  | 22 февраля 2019 | Лучшая мужская роль — комедия или мюзикл | Рами Малек | Победа    |
| Золотой глобус                           | 6 января 2019   | Лучшая мужская роль — драма              | Рами Малек | Победа    |
| Золотой глобус                           | 6 января 2019   | Лучший фильм — драма                     | Грэм Кинг | Победа    |
| Премия Гильдии киноактёров США           | 27 января 2019  | Лучшая мужская роль                      | Рами Малек | Победа    |
| Премия Гильдии киноактёров США           | 27 января 2019  | Лучший актёрский состав                  | Люси Бойнтон, Эйдан Гиллен, Бен Харди, Том Холландер, Гвилим Ли, Аллен Лич, Рами Малек, Джозеф Маццелло и Майк Майерс | Номинация |
| Оскар                                    | 24 февраля 2019 | Лучший фильм                             | Грэм Кинг | Номинация |
| Оскар                                    | 24 февраля 2019 | Лучшая мужская роль                      | Рами Малек | Победа    |
| Оскар                                    | 24 февраля 2019 | Лучший монтаж                            | Джон Оттман | Победа    |
| Оскар                                    | 24 февраля 2019 | Лучший звук                              | Пол Месси, Тим Кавагин и Джон Казали                                                                                  | Победа    |
| Оскар                                    | 24 февраля 2019 | Лучший звуковой монтаж                   | Джон Уорхерст и Нина Хартстоун                                                                                        | Победа    |
| BAFTA                                    | 10 февраля 2019 | Лучший британский фильм                  | Брайан Сингер, Грэм Кинг и Энтони Маккартен                                                                           | Номинация |
| BAFTA                                    | 10 февраля 2019 | Лучшая мужская роль                      | Рами Малек | Победа    |
| BAFTA                                    | 10 февраля 2019 | Лучший дизайн костюмов                   | Джулиан Дэй | Номинация |
| BAFTA                                    | 10 февраля 2019 | Лучший грим и причёски                   | Марк Кулир и Джэн Сьюэлл                                                                                              | Номинация |
| BAFTA                                    | 10 февраля 2019 | Лучшая операторская работа               | Ньютон Томас Сигел | Номинация |
| BAFTA                                    | 10 февраля 2019 | Лучший монтаж                            | Джон Оттман | Номинация |
| BAFTA                                    | 10 февраля 2019 | Лучший звук                              | Джон Казали, Тим Кавагин, Нина Хартстоун, Пол Месси и Джон Вархёст                                                    | Победа    |
| MTV Movie & TV Awards                    | 17 июня 2019    | Лучший актёр или актриса в кинофильме    | Рами Малек | Номинация |
| MTV Movie & TV Awards                    | 17 июня 2019    | Лучший музыкальный момент                | Концерт «Live Aid» | Номинация |